# Live – Perpetual change

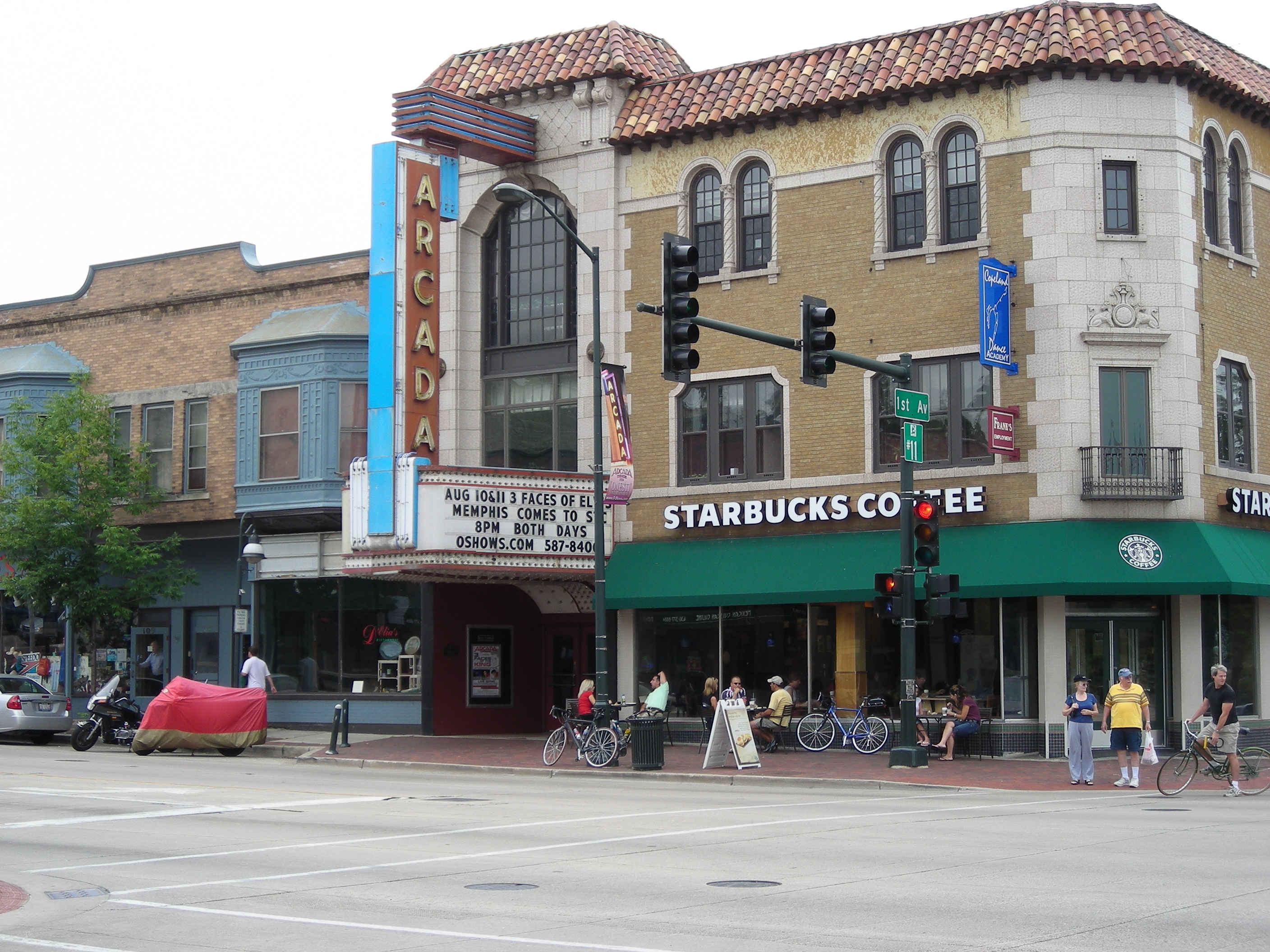
Arcade Theatre in 2007

Live – Perpetual change is een livealbum waarop een samenwerking plaatsvindt tussen Jon Anderson en The Band Geeks.

## Inleiding
In 2023 ging Anderson op tournee waarbij hij terugschakelde naar de muziek van zijn voormalige band Yes; de titel van de concertreeks zegt voldoende: Yes, epics, classics and more.. Voor die concertreeks schakelde hij The Band Geeks in, waarvan het bekendste lid Richie Castellano is vanuit Blue Öyster Cult. De concertreeks zou leiden tot het studioalbum True. Anderson zei zelf over de samenwerking dat die een van de beste Yesversies (de band had talloze samenstellingen) was waar hij mee op het podium stond, recensent Alex Driessen van progwereld was het met hem eens. Het album luistert als een Greatest Hits van Yes, alleen nummers van die band werden gespeeld. 

## Musici
- Jon Anderson – zanger, harp
- Richie Castellano – basgitaar, toetsen, zang
- Andy Ascolese – drumstel, percussie, toetsen
- Andy Graziano – gitaar, zang
- Christopher Clark – toetsen
- Robert Kipp – hammondorgel, zang
- Rob Schmoll – zang en gitaar op And you and I en Your move/I’ve seen all good people

## Muziek
| Nr. | Titel                | Duur  |
| --- | -------------------- | ----- |
| 1.  | Yours is no disgrace | 9:56  |
| 2.  | Perpetual change     | 9:31  |
| 3.  | Close to the edge    | 18:23 |
| 4.  | Heart of the sunrise | 11:43 |
| 5.  | Starship Trooper     | 10:43 |
| 6.  | Awaken               | 15:59 |

| Nr. | Titel                              | Duur  |
| --- | ---------------------------------- | ----- |
| 1.  | And you and I                      | 10:11 |
| 2.  | You move/I've seen all good people | 6:48  |
| 3.  | Gates of delerium (met Soon)       | 22:37 |
| 4.  | Roundabout                         | 8:42  |

Het derde schijfje is een videoregistratie van alle nummers. Opnamen vonden plaats in twee stadjes in Illinois: Arcada Theatre in St. Charles (12 mei 2023) en Des Plaines Theatre in Des Plaines (13 mei 2023)